# Bachus (obraz Petera Paula Rubensa)
Bachus (niderl. Bacchus drinkend met gevolg in een landschap) – obraz olejny flamandzkiego malarza Petera Paula Rubensa, namalowany ok. 1640 na desce, a w 1891 przeniesiony na płótno przez A. Sidorowa.

## Tematyka i analogie tematyczne
Główną postacią jest bóg wina i zabaw Bachus. Jego postać, sama lub wraz z towarzyszami, była bardzo często przedstawiana zarówno w północnoeuropejskiej sztuce, jak i przez innych malarzy. Przykładem tego mogą być dzieła Bachus i Sylen Annibale Carraci, Bachus i Ariadna Tycjana (1523), Bachus i Ariadna (Jocopo Tintoretto), Bachus i Ariadna i Wychowanie Bachusa (Poussina) (1632–1636), Triumf Bachusa i Ariadny (Antoine Carracciego) (1598– 1604), Triumf Bachusa (Jordaensa) (1622), Bachus Caravaggio (1595–1596), Bachus i pijący Velazqueza (1628) oraz wiele utworów muzycznych i lirycznych. Postać pijanego boga często symbolizowała jesień i miesiąc październik, który był miesiącem uczt i zabaw na cześć zakończonych zbiorów winobrania i fermentacji młodego wina.

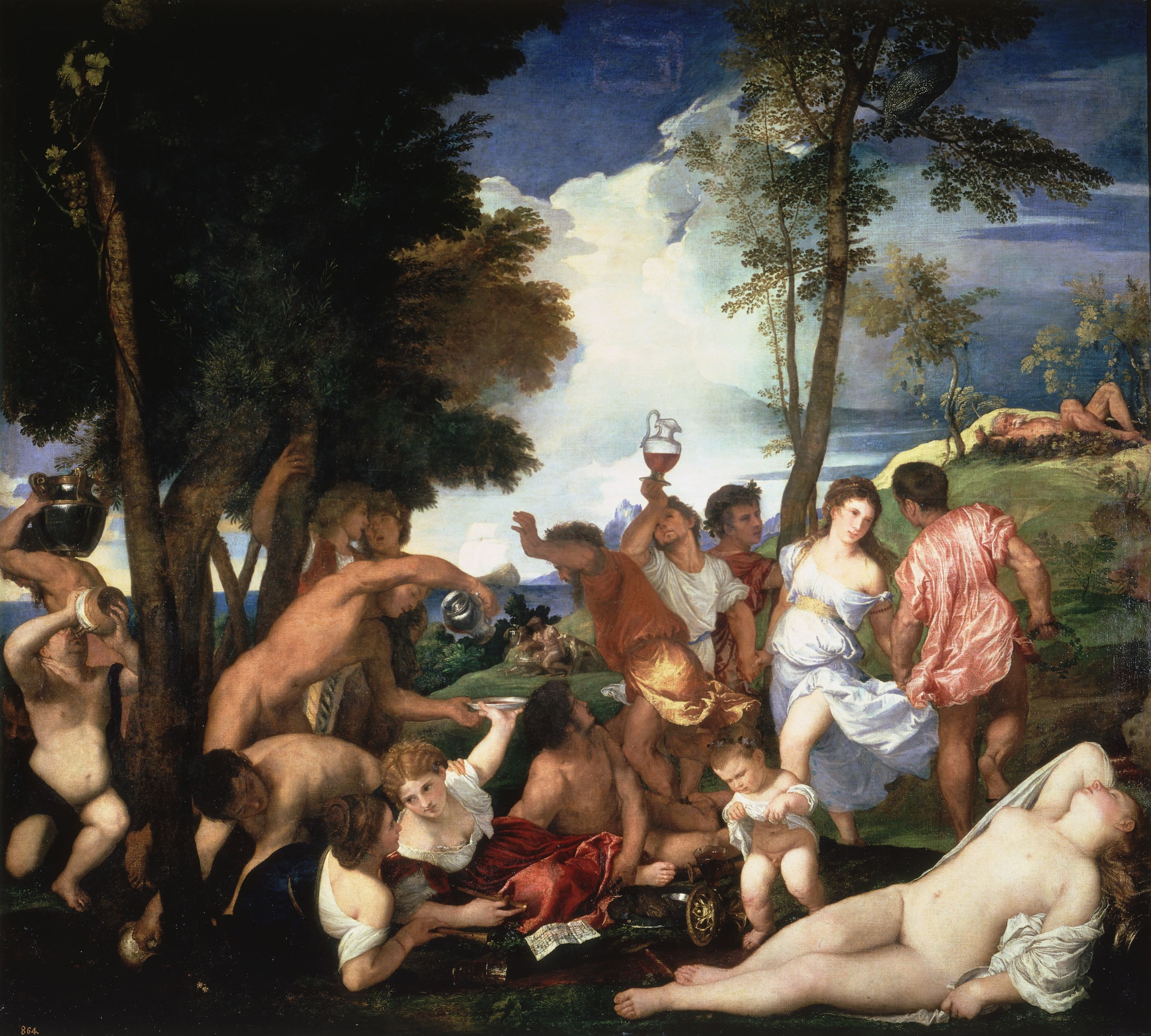
Bachanalia Tycjana

Bachus u Rubensa był bohaterem kilku obrazów jednakże samą postać malarz przedstawiał bardzo rzadko. Na obrazie ukazał go siedzącego na beczce wina w otoczeniu satyra, kobiety i dwóch puttów. Podobny motyw ikonograficzny znajdował się na fontannie namalowanej przez Hansa Vredemana de Vriesa i przedstawionej na jego rycinach. Głowa Bachusa mogła być wzorowana na marmurowym popiersiu cesarza Witeliusza. Do pierwowzorów obrazu zalicza się Bachanalia Andrei Mantegni (kopię tego dzieła wykonał Rubens, znajduje się ona w Luwrze), rycinę Bachusa autorstwa Hansa Baldunga Grina oraz płótno Bachanalia Tycjana znajdujące się w madryckim muzeum Prado.
Identyczna kopia obrazu, również autorstwa Rubensa, jest przechowywana w Galerii Uffizi we Florencji.

## Proweniencja
Obraz jako jeden z nielicznych znajdował się w inwentarzu sporządzonym po śmierci malarza. Jego spadkobiercą został bratanek Philip Rubens. Sprzedał on dzieło księciu Richelieu. Z kolekcji księcia obraz trafił do zbiorów Crozata, a następnie w 1772 został zakupiony do Ermitażu (nr inw. 493).